# Przełęcz Srebrzysta
Przełęcz Srebrzysta – przełęcz w Bieszczadach Zachodnich w paśmie Połoniny Wetlińskiej, położona na wysokości ok. 1215 m n.p.m. pomiędzy wierzchołkami Roha (1255 m n.p.m.) a Osadzkiego Wierchu (1253 m n.p.m.).

## Szlaki turystyczne
- Główny Szlak Beskidzki na odcinku: Smerek (wieś) – Smerek (szczyt) – Przełęcz Mieczysława Orłowicza – Osadzki Wierch – Przełęcz Srebrzysta – Roh – Schronisko PTTK na Połoninie Wetlińskiej – Berehy Górne